# Acetyleny

Acetylen – najprostszy alkin

Buta-1,3-diyn – najprostszy poliyn

Acetyleny – grupa organicznych związków chemicznych będących acyklicznymi (rozgałęzionymi bądź nie) lub cyklicznymi (także posiadającymi łańcuch boczny) węglowodorami nienasyconymi zawierającymi przynajmniej jedno wiązanie potrójne. Dzielą się na alkiny – zawierające jedno wiązanie potrójne – oraz poliyny (alkapoliyny) – zawierające więcej niż jedno takie wiązanie (diyny lub alkadiyny – dwa wiązania potrójne; triyny lub alkatriyny – trzy wiązania potrójne itd.). Nazwa tej grupy pochodzi od acetylenu – najprostszego jej przedstawiciela.